# 2MASS J16360078-0034525
SDSS J163600.79−003452.6 ist ein Brauner Zwerg im Sternbild Ophiuchus, der im Jahr 2000 von Xiaohui Fan et al. identifiziert wurde. Er gehört der Spektralklasse L0 an.